# Kinesisk katalpa
Kinesisk katalpa (Catalpa ovata) är en art i familjen katalpaväxter. Förekommer i Kina på sluttningar (500–)1900–2500 m över havet. Kan odlas på friland i södra Sverige.
Lövfällande träd, till 15 m högt. Unga grenar är sparsamt ludna. Blad motsatta eller nästan motsatta, helbräddade, ibland kransställda, treflikiga. Bladskaften blir 6–18 cm, bladskivan bredd äggrund och ca 25 × 25 cm, sparsamt håriga eller nästan kala. Bladbasen är hjärtlik. 
Blomställningen är en toppställd, grenad klase 12–28 cm lång. Fodret är tvådelat. Kronan är klocklik, blekt gul med gula streck och purpur prickar i svalget. Frökapslarna blir 20–30 cm långa och är hängande.

## Synonymer
- Bignonia catalpa Thunberg
- Catalpa henryi Dode
- Catalpa kaempferi Siebold & Zuccarini.